# Bogdanica (Bułgaria)
Bogdanica (bułg. Богданица) – wieś w Bułgarii, w obwodzie Płowdiw, w gminie Sadowo.